# Hydnoraceae
Famille
Classification APG III (2009)
La famille des Hydnoraceae est une petite famille de plantes dicotylédones à caractères primitifs.
Ce sont des plantes herbacées totalement parasites, à l'aspect de champignons, sans feuilles et sans fonction chorophyllienne, dont seules de grosses fleurs beiges malodorantes émergent du sol.
Elles sont originaires des régions subtropicales à tropicales, en particulier d'Arabie, d'Afrique, de Madagascar, du Mexique et d'Amérique du Sud.

## Étymologie
Le nom vient du genre Hydnora lui-même issu de la racine hydn (tubercule, tumeur, sorte de champignon) et ora (bouche), faisant référence à l'aspect et à la forme des fleurs de ces plantes.

## Classification
La classification phylogénétique APG III (2009) accepte cette famille.
La classification phylogénétique APG IV (2016) assigne les espèces aux Aristolochiaceae.

## Liste des genres
Selon NCBI (29 mars 2010), Angiosperm Phylogeny Website (16 mai 2010) et DELTA Angio (29 mars 2010) :
- genre Hydnora Thunb.
- genre Prosopanche (en) de Bary

## Liste des espèces
Selon NCBI (29 mars 2010) :
- genre Hydnora
  - Hydnora africana
  - Hydnora johannis
- genre Prosopanche
  - Prosopanche americana